# 中山路 (青岛)
中山路是中华人民共和国山东省青岛市市南区的一条南北向临海道路，也是全市最早建成的一批道路之一。道路南起太平路，与兰山路、广西路、湖南路、湖北路、曲阜路、肥城路、大沽路、保定路、德县路、四方路、天津路、海泊路、高密路、北京路、胶州路、即墨路、李村路、沧口路交汇，北抵济南路和市场三路，接堂邑路。现为青岛市市级商业街之一。以中山路及两侧建筑为主体的中山路历史文化街区现为青岛历史文化名城保护规划确定的13片历史文化街区之一。

## 概况

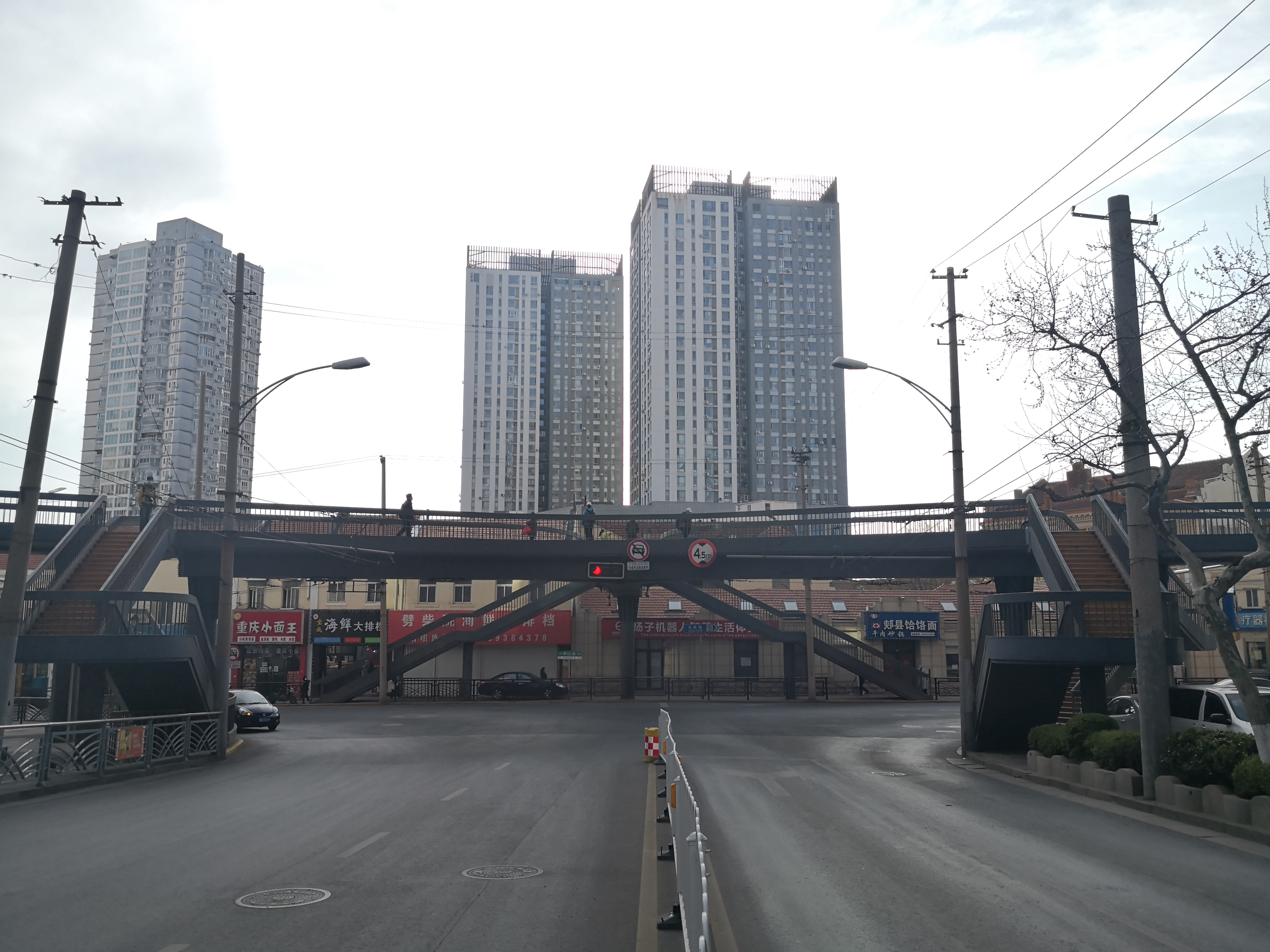
位于中山路与胶州路交叉口的中山路人行天桥（現已拆除）

中山路始建于德国占领时期，今保定路以南段修筑于1898－1899年，定名为「弗里德里希街」（德語：Friedrichstraße，又译「裴迭里街」），为青岛欧人区的主干道兼主要商业街，以北段修筑于1901年，定名为「山东街」（德語：Schantungstraße），为青岛大鲍岛华人区的主干道。1914年日军占领青岛后，今保定路以南段改名为「静冈町」（日语：〔〕／），以北段称「山东町」（日语：／）。1922年北洋政府收回青岛，次年将原弗里德里希街与山东街所包括的路段（自栈桥至济南路）改名为「山东路」。1927年南京国民政府接管青岛后，为纪念孙中山，又将山东路改名为「中山路」。抗战沦陷期曾改回“山东路”。文革期间曾短暂被改名为「反修路」。

## 周边历史建筑
中山路作为青岛老街，两侧历史建筑众多。其中有2处列入全国重点文物保护单位，12处列入山东省文物保护单位（青岛中山路近代建筑）。青岛市人民政府亦将中山路全路段纳入中山路历史文化街区及四方路历史文化街区。

### 太平路-广西路段

#### 栈桥及水雷营
栈桥位于中山路的最南端，是青岛最著名的地标之一，始建于章高元驻防时期，并建有一水雷营营房。水雷营营房最终消失，而栈桥几经扩建重修，1931年至1933年的改建使其真正成为地标性建筑。
- 从栈桥望向中山路，约1899年，栈桥上岸处两侧为一些临时平方，右侧可见原水雷营营房，远处可见总督府建设局官邸、贝格学生公寓、瑞记洋行等中山路早期建筑
- 从栈桥望向中山路，约1902年，胶海关建筑群与水师饭店已经建成
- 从栈桥望向中山路，1920年代，栈桥上岸处右侧为青岛俱乐部，左侧的胶海关建筑群尚存，远处的东莱银行大楼已建成

#### 青岛俱乐部旧址
中山路1号是青岛俱乐部旧址，建于1910-1911年，设计者为德国建筑师罗克格，是老城区有代表性的一座德国青年派风格建筑。现为中山路一号国际美食会所，为全国重点文物保护单位青岛德国建筑群的一部分。

#### 胶海关验货仓库及日本海军司令部
中山路南端西侧的街心花园最初是1901年投入使用的胶海关验货仓库的位置。1939年，日占当局拆除部分原有建筑建设了现代风格的日本海军司令部大楼。该楼于1945年后成为美国海军第七舰队司令部，1949年后成为青岛市委办公楼。1992年市委市政府东迁并卖掉了该处办公楼，该楼不久后被拆除。

#### 胶海关早期建筑及日本海军俱乐部

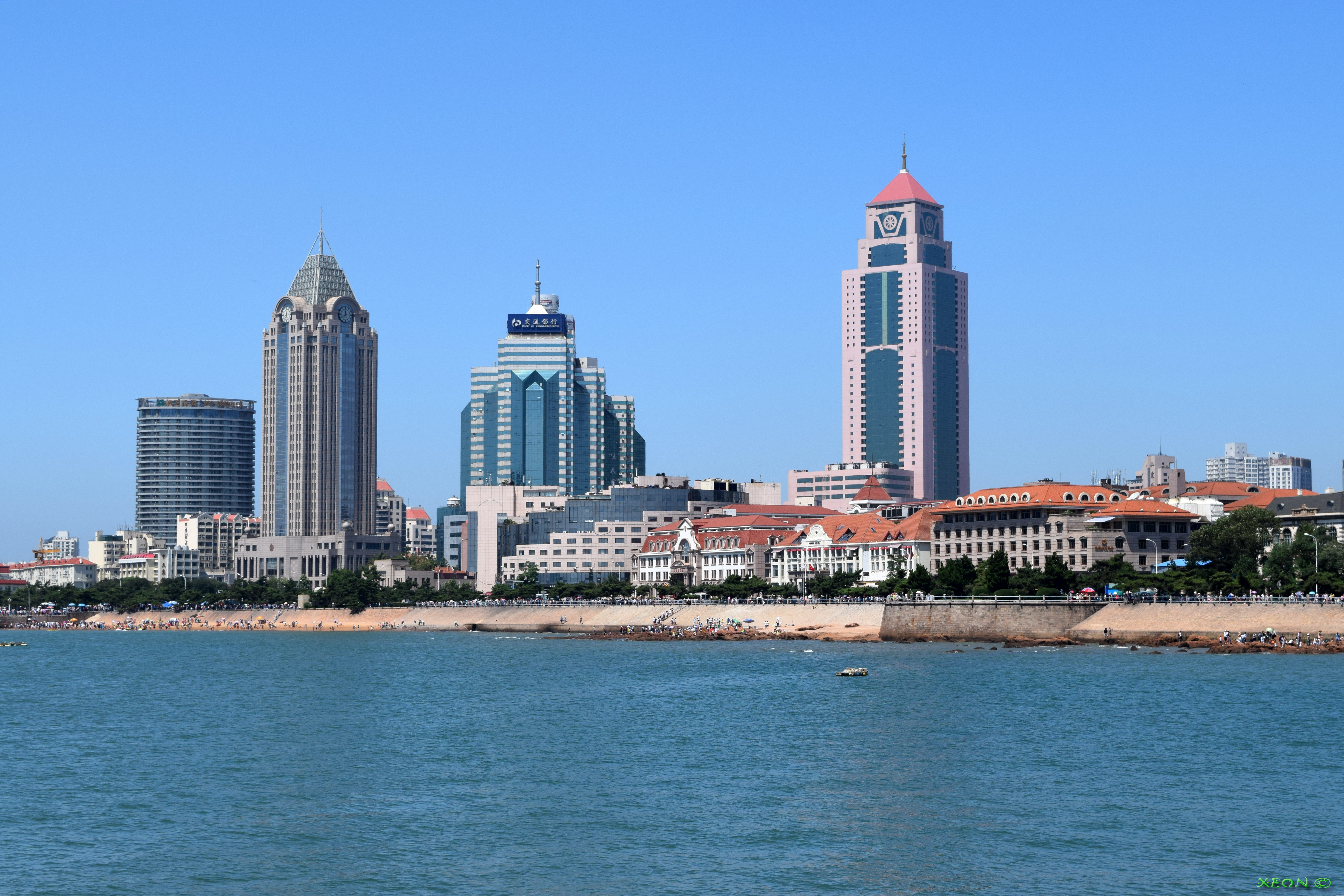
自青岛湾东岸远眺中山路南段的三栋摩天大楼，自右至左分别为百盛大厦、发达大厦与山东省出入境检验检疫局

中山路2号山东出入境检验检疫局办公大楼位于中山路1号西侧对面，其原址最初是1901年投入使用的胶海关早期办公楼及职员公寓，设计者为胶海关税务司阿理文。
1939年，日占当局拆除胶海关办公楼旧址并建设了现代风格的日本海军俱乐部。该楼于1949年后曾为市政府交际处及青岛市委办公楼。1992年市委市政府东迁并卖掉了该处办公楼，该楼不久后被拆除。

### 广西路-湖南路段

#### 胶州旅馆
中山路广西路路口东北角的中山路5号（同时也是广西路47号）是一栋建于1950年代、具有该时期风格的三层建筑。
该位置最初是德国商人安东·威廉·特伦德尔（Anton Wilhelm Trendel）所开办的特伦德尔饭店的位置。特伦德尔于1898年夏天来到青岛，约1899年在栈桥北侧不远处买到了一个地块，并建设特伦德尔饭店（Hotel Trendel）。1900年，特伦德尔卖掉饭店，离开青岛。饭店后来改名为胶州旅馆（Hotel Kiautschou），同时被改建。该建筑1950年代拆除。
- 初建时的特伦德尔饭店
- 1901年的中山路广西路路口至湖南路路口一带，右侧为尚未改建的胶州旅馆，其后方为瑞记洋行、正在建设的水师饭店等建筑
- 改建后的胶州旅馆
- 约1902年的胶州旅馆及周边的水师饭店、贝格学生公寓（左侧）等建筑
- 1910年代的胶州旅馆周边，其北侧为今中山路17号
- 约1940年代的中山路，最右侧为今中山路9-11号，其南侧即为原胶州旅馆（未出现在照片中），北侧为中山路17号
- 中山路广西路路口的中山路7号（广西路47号），2014年5月
- 中山路9-15号，2017年8月
- 中山路9-15号，2017年8月
- 中山路9-15号，2021年2月

#### 中山路9-15号
中山路9-15号为一栋大约建于1930年代的三层商业楼，其位置曾长期为空地。

#### 中山路17号
紧靠中山路9-15号北侧为中山路17号（湖南路42号），位于湖南路中山路路口东南角，约建于1904年。保罗·贝伦斯（Paul Behrens）曾租用该楼的一个房间，因此1906年出版的《青岛及近郊导游》将其称为“贝伦斯的房子”。《青岛新报》编辑部也曾在此租用一个房间。1913年地籍图显示该建筑已为魏尔德（C.Wilde）所有。该建筑现为山东省文物保护单位青岛中山路近代建筑的一部分。
- 中山路17号老明信片
- 中山路17号德式商业楼今貌，2016年8月
- 约1901年的中山路广西路路口明信片，左侧为总督府建设局官邸，其右侧可见特伦德尔饭店、贝格学生公寓等建筑
- 约1930年代的中山路湖南路路口附近
- 约1940年代的中山路湖南路路口西南角

#### 总督府建设局局长官邸
中山路自广西路至湖南路路口路段的西侧为发达大厦，建于1990年代末，是中山路南段三栋摩天大楼之一。其原址偏南侧曾为总督府建设局局长官邸的位置，约建于1901年，拆除年代不详。

### 湖南路-湖北路段

#### 瓦格纳时装店
湖南路中山路路口东北角的中山路19号（湖南路35号）妇婴医院的位置最初是大丰洋行（J. Beermann Tsingtau）建筑师阿诺·凯尔（Arno Kell）的地产。凯尔先于1899年在该地块北侧建造了一栋中式平房作为其临时住宅，又于约1901-1902年在平房西侧临中山路处设计并建造了一栋单层商业楼。约1902年凯尔将其卖给埃米尔·瓦格纳（Emil Wagner），瓦格纳在此开办了时装店（E. Wagner Modewaren）。约1903年时装店被扩建至街角。后来瓦格纳离开青岛，该地块直接或间接地被卖给礼和洋行经理沈宝德（Adolf Schomburg）。瓦格纳时装店的店面后来曾有过不同的店面身份，最终于1975年拆除。
- 凯尔在路口东北角附近最初建造的平房
- 约1901年的中山路湖南路路口（沿湖南路向东视角），街角周围除左侧的贝格学生公寓没有任何建筑
- 约1902年的路口附近（沿中山路向南视角），左侧临街单层商业楼已建成，右侧为贝格学生公寓
- 扩建完毕后的瓦格纳时装店

- 1900年代后半叶的中山路湖南路路口，瓦格纳时装店与今天的中山路17号（右侧）
- 1910年代的路口附近，自右至左为中山路17号、瓦格纳时装店、迈尔商业楼（图中可见其南墙上的广告）和水师饭店
- 1930年代的瓦格纳时装店旧址
- 中山路湖南路路口今貌，2014年4月，图中可见中山路17号、妇婴医院（中山路19号）和迈尔商业楼旧址（中山路21号）

#### 奥古斯特·迈尔商业综合楼旧址
紧靠妇婴医院北侧的中山路21-25号为一栋三层商业楼，建于1906年，其最初所有者自建成至1914年一直为德籍商人、伊尔蒂斯泉矿泉水厂的所有者之一奥古斯特·迈尔，该楼曾为矿泉水厂的办公地点，德籍商人奥托·罗泽开办的罗斯洋行曾于1907-1913年租用该楼部分房间办公。罗斯洋行是德占时期青岛几家主要的出版商及书店之一，曾出版1902-1914年的青岛行名录等出版物。该建筑于1914年后可能被伊尔蒂斯泉继续使用了一段时间。之后的具体用途不明。现仍为商业建筑。
- 第一次日占时期的中山路南段（时称静冈町）上的华人迎亲队伍，右侧可见原迈尔商业楼，其北墙上仍然写着伊尔蒂斯泉广告
- 抗战时期的中山路（时称山东路），右侧可见原迈尔商业楼
- 2016年的中山路21-25号
- 2022年的中山路21-25号
- 由中山路21号对面向南望去，2014年

#### 瑞记洋行青岛分行
位于中山路湖北路路口东南角的中山路33号是一栋建于约1970年代的五层楼房。其原址为瑞记洋行（Arnhold, Karberg & Co.）青岛分行的地产。瑞记洋行青岛分行建筑群建于1899年，主楼是一栋两层建筑，另附有几座平房。拆除时间不详。
原瑞记洋行地产西侧临街，夹在中山路21号迈尔商业楼与中山路33号之间的位置为中山路21号丙，是一栋约建于1930年代的二层商业楼。
- 约1901年的中山路南段，水师饭店南侧的二层建筑为瑞记洋行青岛分行
- 约1910年代的中山路湖北路路口东侧，图中右侧为瑞记洋行所属的几栋平房，左侧为水师饭店
- 1930年代末的中山路湖北路路口南侧，图右侧为今中山路21号丙，其北侧原瑞记洋行几栋平房尚存
- 2004年的中山路21号丙
- 2017年的中山路21号丙

#### 贝格学生公寓
中山路湖南路路口西北角的湖南路37号原址为贝格学生公寓，始建于1899年，最初用途及业主不详。青岛德国学校（后来的督署学校）教师罗贝特·贝格（Robert Berger）曾租用该建筑，并在此为来自其他城市的德国学生提供住宿地点。1905年，学生公寓被总督府接管。1960年拆除，原址建起一栋四层建筑。2003至2004年，其所在街区东侧全部被清拆。

#### 青岛印书局
贝格学生公寓北侧为一栋两层商业楼，约建于1904-1905年，自建成至1914年业主为德籍商人约翰内斯·韦伯（Johannes Weber），该楼可能也是其公司的办公地址。
德籍商人阿道夫·豪普特（Adolf Haupt）于1905年1月19日开办的青岛印书局曾长期将店址设在此处，该楼南墙刷有其广告“Adolf Haupt, Buchdruckerei, Buchbinderei, Papierhandlung”（阿道夫·豪普特，图书印刷，图书装订，办公用品）。青岛印书局是青岛德占时期几家主要的出版商及书店之一。该出版社的出版物包括1911年2月的《青岛纪念画册》（Tsingtau Souvenir）、1914年4月30日的《青岛画册》（Album von Tsingtau），1912年出版谋乐（Friedrich Wilhelm Mohr）所著《青岛全书》，同年出版C.于格宁上尉（Oberleutnant C. Huguenin）所著《海军陆战第三营营史》（Geschichte des III. See-Bataillons），以及各种明信片等，同时还印刷了1908年10月10日至1912年12月31日发行的《胶澳邮报》（Kiautschou-Post）。其印刷出版社于1914年夏因青岛战役停业。
青岛印书局所在楼北侧靠近中山路湖北路路口西南角的位置德占时期为一栋平房商业楼，与印书局所在建筑同属一位业主。约第一次日占时期，该处建有两栋分别为三层、二层的商业楼。原青岛印书局所在建筑正立面两端的山花约于1930年代被拆除，后来又将阁楼拆除增建第三层，而二楼两端带有新艺术运动风格的木制曲线窗框一直留存至拆除前。街角处的日本商业楼后来曾为1961年建立的青岛文物商店的位置，并以此身份为老青岛居民所熟知，其门牌号为中山路38-40号。
2003年，中山路改造工程启动，整个街区东侧（西侧为东莱银行大楼）的所有建筑自春节后至次年全部被拆除。拆除后原址建为一栋高四层、体量庞大且与老城风貌不相称的商业楼，而且在建成后被闲置了十余年之久，直至2016年才改为公安机构使用。
- 贝格学生公寓，1910年代，后侧墙上可见青岛印书局的广告
- 青岛印书局所在的二层商业楼
- 约1910年的中山路南段，自中山路湖北路路口南侧向南视角，右侧近处为青岛印书局，左侧为迈尔商业楼、瓦格纳时装店及今中山路17号
- 自中山路湖南路路口向北视角，左侧分别为贝格学生公寓、青岛印书局与奥托商业楼的塔楼，右侧分别为瓦格纳时装店、迈尔商业楼及水师饭店，1910年代
- 中山路湖北路路口及以南路段俯瞰，右侧可见奥托商业楼旧址、外立面已被改造的青岛印书局旧址及其北侧两栋日占时期所建商业楼（后来为文物商店），左侧可见瑞记洋行旧址、今中山路21号丙等建筑
- 贝格学生公寓原址，2012年
- 青岛印书局及文物商店原址
- 自中山路湖南路路口向北视角，今貌

### 湖北路-曲阜路段

#### 德国海军士兵俱乐部旧址
靠近中山路湖北路路口东北角的湖北路17号为德国海军士兵俱乐部的旧址，又称水师饭店旧址，建于1899-1902年。由于其高耸的塔楼，该建筑曾长期是整个中山路周围最显眼的建筑，也是一处经典的路口标志性建筑物。现为全国重点文物保护单位青岛德国建筑群的一部分。

#### 亚当斯大厦旧址
“水师饭店”西北侧，位于中山路曲阜路路口东南角的六层大楼为亚当斯大厦旧址，1931年建成，由日资地产商山东起业株式会社建造，俄国建筑师尤力甫（俄语：Владимир Юрьев，罗马化：Vladimir Yuriyev）设计，德记工程局施工。初建时为四层，约1935年加盖两层，因此成为当时青岛最高建筑之一。1949年后，中国百货公司青岛分公司及其第一门市部商场在此组建，1967年改称青岛百货商店，1988年改成青岛第一百货商店（简称“一百”），是当时青岛最大的综合性百货商店。由于改革开放的影响，第一百货商店于1990年代逐渐退出历史舞台。原楼现为不同商家所使用，内外结构老化严重。
- 亚当斯大厦设计图
- 1950年代的中国百货公司青岛分公司，图左下角可见公私合营青岛咖啡饭店
- 1988年的“一百”
- 亚当斯大厦今貌，2017年
- 中山路41-45号

#### 奥托商业楼
中山路西侧位于湖北路路口至曲阜路路口的整片街区今为百盛大厦。该街区东南角，即中山路湖北路路口西北角的位置，最初是德籍烘焙师阿尔敏·奥托（Armin G. Otho）于1912年建设的商业楼兼住宅，奥托在此开办了皇太子咖啡及糕点店（Café Kronprinz Conditorei）。该建筑1914年曾遭轰炸受损。后来成为德国人阿图尔·弗劳塞尔（Arthur Floessel）开设的弗劳塞尔咖啡厅（Café Floessel）。1949年后，邮政机构在此开设营业厅，该建筑由此也被称为“中山路邮电局”，门牌号为中山路42号，是中山路周边于上世纪后半叶的地标之一。
1990年代初，青岛市第一百货商店与马来西亚金狮集团合资，计划在此建设青岛第一百盛广场，通称百盛大厦。1992年为建设百盛大厦，该街区包括原中山路邮电局在内的老建筑全部被清拆。百盛大厦的建造过程充满跌宕，基坑完成后正逢东南亚金融危机，在烂尾中建建停停，又使市商业局多名领导入狱，最后至1998年9月才建成开业。建成后的百盛大厦又因房地产市场低潮，一些高层房间长期无人购买，后来才有所好转。百盛的建成几乎是中山路转向衰落的转折点，大楼本身作为中山路周边最高的高层建筑，被视作高层建筑破坏青岛老城风貌的最典型代表。
- 1910年代的中山路湖北路路口（沿湖北路向西视角），近处为水师饭店旧址，远处为奥托所建商业楼
- 1930年代的中山路湖北路路口（沿中山路向北视角），水师饭店旧址时为日本居留民团，后方的亚当斯大厦已建成
- 奥托商业楼旧址门前的交警，左侧远处可见胶澳警察公署旧址（时为青岛市警察局）的钟楼
- 建于奥托商业楼原址的百盛大厦
- 水师饭店旧址今貌

#### 福昌书局
中山路曲阜路路口西南角的曲阜路22号址最初为德籍商人兼业余建筑师阿尔弗雷德·希姆森（Alfred Siemssen）所开办的祥福洋行建设的两座相连的商业楼，约建于1904年，建设时属于V街区。其中一号楼位于路口街角处及街角南侧，二号楼位于一号楼西侧，北临曲阜路。该建筑中先后有多家商行入驻，其中包括德国人开办的福昌书局（Deutsch-Chinesische Druckerei und Verlaganstalt，或译为“德华印刷所”）。福昌书局是青岛德占时期几家主要出版社之一，其所有者先后为维克多·勒尔（Victor Roehr）、戈特弗里德·维尔纳（Gottfried Werner）和瓦尔特·施密特（Walter Schmidt），后来创办青岛印书局的阿道夫·豪普特（Adolf Haupt）也曾在此供职。另外，日本人开设的毛受写真馆也曾设于此。1914年日军占领青岛后，祥福洋行地产全部被没收。1915年1月，青岛新报社设于此。1980年代，此处曾开设城市舞厅、花园舞厅等新生娱乐场所。该建筑于1992年被拆除，原址现为百盛大厦。
- V街区的两座祥福洋行商业楼，墙上可见福昌书局的招牌与广告
- 1910年代初的中山路曲阜路路口（沿曲阜路向西视角），远处可见胶澳警察公署、欧洲警察公寓及世泰公司商业楼
- 中山路曲阜路路口，第一次日占时期的明信片（曲阜路当时名为麻布通），右侧为“深山公园”（后称第四公园）
- 约1940年代的中山路曲阜路路口附近（沿中山路向北视角），右侧为亚当斯大厦，左侧为原祥福洋行商业楼及中国银行青岛分行等建筑

### 曲阜路-肥城路段

#### 青岛饭店
中山路曲阜路路口东北角的位置最初为一栋规模不大的两层商业建筑，初建时为伊尔蒂斯泉的创办者，德籍商人弗朗茨·弗格特（Franz Vogt）的地产，约建于1900-1901年间。此处后来于1932年曾开设青岛咖啡店，1956年改为公私合营青岛咖啡饭店。1965年饭店扩建，原建筑被拆除，建成一栋五层大楼，并改名为青岛饭店，1971年10月开业。1977年，饭店东侧的瀛洲旅馆（原张士珩住宅）被拆除，扩建九层新楼。青岛饭店在计划经济时代的青岛曾占有重要地位。2004年，因饭店所在街区面临改造，搬迁至东部新区的香港中路66号，9月28日重新开业。原青岛饭店所在街区于同年上半年全部被清拆，饭店的九层大楼是该街区最后被拆除的建筑，东楼（1977年所建九层大楼）最终于2004年3月15日下午爆破拆除。原街区现为大型商场。

#### 恩斯特·凯宁咖啡餐厅
原青岛饭店北侧的中山路61号址，最初为德国人恩斯特·凯宁（Ernst Keining）于1901年建造并开办的凯宁咖啡餐厅（Restaurant & Café von E. Keining）。1914年后房产可能被没收。其餐厅建筑于1921年开设中西戏院，1923年改为中国大舞台电影院。1927年更名福禄寿大戏院。1956年改名福禄寿新闻电影院，1958年改为红星电影院。1975年，原建筑拆除翻建，1977年1月竣工。2004年中山路改造，红星电影院连同该街区所有建筑全部被拆除。
- 德占时期的中山路曲阜路路口东北角，自右至左分别为弗格特商业楼、凯宁咖啡厅、宝满洋行及福利洋行
- 恩斯特·凯宁咖啡餐厅
- 1920年代的中山路曲阜路路口，穿过中山路的可能是第二次直奉战争期间的奉系军队
- 1945年的福禄寿戏院
- 中山路曲阜路路口东北角今貌，悦喜客来商场

#### 宝满洋行及大都会旅馆
原凯宁咖啡餐厅北侧最初有一栋二层商业建筑，为德籍商人阿诺德·鲍曼（Arnold Baumann）开设的宝满洋行（Warenhaus A. Baumann，又译鲍曼百货商店）和大都会旅馆（Hotel Metropole，又译梅特罗博尔旅馆），约建于1901-1902年，最初仅有一层，后来增建二层。后来开办吉利洋行的马克斯·格里尔（Max Grill）曾是旅馆经理。2004年2月拆除。
- 约1903年的中山路肥城路路口附近，近处搭脚手架的建筑为宝满洋行，可能即将建造完毕，左侧远处为大鲍岛街区
- 自“街心公园”望向中山路东侧，1900年代，建筑自右至左为宝满洋行、福利洋行与海恩大楼
- 约1910年的中山路肥城路路口附近，左侧为凯宁咖啡厅、宝满洋行、福利洋行等建筑，左侧远处可见G街区祥福洋行5号楼
- 1910年代的明信片，同角度

#### 福利洋行商业楼
宝满洋行北侧与之紧连的是一栋二层商业建筑，位于中山路肥城路路口东南角，街角有一“洋葱形”塔楼。该建筑约建于1901-1902年，初为马丁·克罗格（Martin Krogh）所开办的福利洋行所有，最初仅有一层，后来增建二层及塔楼。该建筑曾被考证为“夏日旅馆”，这种说法在后来的考证中被推翻。该建筑于1946年被中央信托局青岛分局接管，并先后伦康大药房、万国理发店、宝罗洋行、小洞天西菜馆等商家。1956年，公私合营青岛正大百货店在此开设，1966年改名为青岛工农兵百货店，1984年改称青岛中华百货商店（即中华商场）直至被拆除前。2004年2月被拆除。
该街区现为中山路67号悦喜客来商场，自2006年建成后被闲置5年之久，直至2010年被改造，次年1月开业。
- 约1900年代后半叶的中山路肥城路路口（沿中山路向南视角），左侧为福利洋行，右侧远处为福昌书局所在的祥福洋行商业楼
- 第一次日占时期的中山路肥城路路口附近（沿中山路向北视角），右侧为福利洋行及海恩大楼，左侧为原G街区祥福洋行5号楼等建筑
- 1946年的福利洋行商业楼旧址
- 1980年代的中山路肥城路路口以南，左侧分别为工农兵百货店、红星影院、青岛饭店、青岛百货及中山路33号
- 福利洋行商业楼原址（中山路肥城路路口东南角）今貌，2012年

#### 中山路银行建筑群
中山路、曲阜路、河南路与肥城路所围成的四边形街区自德占时期街道成型时为一片空地，后来成为一处长满植物的街心公园，地块为公有地产（Fiskus）。该“公园”德占时期没有官方名称，日占时期将其命名为“深山公园”，青岛回归后改名为第四公园。1932年，青岛市政府将该地块出售给6家中资银行及青岛银行公会。1933-1935年，6家中资银行及银行公会在此建设6座银行大楼与一座银行公会大楼，使中山路成为青岛华商金融业的中心。七座大楼临街立面墙面均为花岗岩砌成，风格相近互相协调。街区内部原本设计有一条连通肥城路与曲阜路的南北向小道，后来被封堵。这些银行建筑均保存至今，2003年一并成为青岛市历史优秀建筑，2006年列入山东省文物保护单位青岛中山路近代建筑的保护范围。该建筑群包括如下建筑：
| - 大陆银行旧址（中山路肥城路路口西南角，即街区东北角） - 上海商业储蓄银行旧址（大陆银行南侧，临中山路） - 山左银行旧址（上海商业储蓄银行南侧，临中山路） - 中国银行青岛分行旧址（山左银行南侧，中山路曲阜路路口西北角，即街区东南角） | - 中国实业银行旧址（中国银行西侧，河南路曲阜路路口东北角，即街区西南角） - 青岛银行公会旧址（中国实业银行北侧，临河南路） - 金城银行旧址（银行公会北侧，大陆银行西侧，河南路肥城路路口东南角，即街区西北角） |

- 约1902年的河南路与中山路一带，远处可见G街区祥福洋行1-4号楼（最左侧）、海恩大楼、圣心修道院、仅有一层楼的福利洋行和宝满洋行、凯宁咖啡厅等建筑，各建筑前方即为后来的街心公园，当时既无永久性建筑又无多少植被
- 1900年代后半叶的河南路曲阜路路口，远处可见中山路街旁各建筑、圣心修道院、圣言会会馆及安娜别墅，街心公园已有植被覆盖且疑似有积水
- 中山路曲阜路路口西北角的中国银行青岛分行旧址，2015年5月
- 山左银行青岛分行旧址及上海商业储蓄银行青岛分行旧址，2015年1月
- 中山路肥城路路口西南角的大陆银行青岛分行旧址，2015年5月

### 肥城路-德县路段

#### 海恩大楼
位于福利洋行原址北面、中山路肥城路路口东北角的中山路81号是一座仿欧式商业楼，其原址是建于1901-1902年的海恩大楼，由电气工程师约瑟夫·卡尔·海恩（Josef Karl Henn）建造，作为其公司办公楼及出租商业楼使用，后长期为商业建筑。1960年代，建筑一楼辟为青岛食品商店。1999年，原建筑拆除，原址仿照重建。
- 约1915年的中山路肥城路路口，左侧为G街区祥福洋行5号楼和海恩大楼旧址，右侧为福利洋行商业楼旧址
- 1920年代末的中山路肥城路路口，左侧高桥写真馆后方的义聚合钱庄已建成
- 1930年代的中山路肥城路路口，海恩大楼旧址、天主教堂及福利洋行旧址
- 中山路肥城路路口今貌，2016年

#### 中山路85号、89号
紧靠海恩大楼原址北侧的中山路85号是一栋大约建于1960-1970年代的建筑，其原址长期为空地。北侧的中山路89号是一栋可能建于1910年代的商业建筑。

#### 国华银行青岛分行旧址
中山路91号址最初为一栋与中山路89号建于同时代的建筑，横滨正金银行驻青岛办事处最初设在此处。中山路91号现为一栋三层建筑，最初为国华银行青岛分行行址，建于1930年代。

#### 交通银行青岛分行旧址
中山路93号为交通银行青岛分行旧址，建于1929-1931年，建筑师庄俊设计，上下四层，具有新古典主义建筑的特点，现为山东省文物保护单位青岛中山路近代建筑的一部分。
交通银行的原址曾有一栋大约建于1910-1914年间的二层商业楼，据说曾为金星药店。

#### 山东大戏院旧址
中山路97-99号为山东大戏院旧址，建于1930-1931年，设有750个座位。1949年后改称中国影剧院，现称中国电影院（公交车站牌称之为“中国剧院”）。现为山东省文物保护单位青岛中山路近代建筑的一部分。
山东大戏院的原址最初为一栋约建于1901年的两层商业楼，最初为色瓦改洋行所有。该行最初为德国人马克斯·谢尔瓦根（Max Schierwagen）在青岛附近某处开设的一个铁罐作坊，此人后来与约瑟夫·沙伊特豪尔（Josef Scheithauer）合办该行，主营金属锻造与装配、白铁加工及马车制造。两人的合作关系约于1909-1910年间结束，由沙伊特豪尔单独经营。青岛战役爆发时停业。其建筑于山东大戏院建造前拆除（交通银行大楼建造时还可以看到该楼的存在）。
山东大戏院北侧为中山路101-105号，为一栋大约建于1930-1940年代的四层商业建筑。
- 1900年代的中山路德县路路口东南侧，右侧为色瓦改洋行及阿伦斯商业楼
- 1914年的中山路德县路路口东南侧，道路右侧自右至左分别为交通银行原址、色瓦改洋行及阿伦斯商业楼
- 自中山路肥城路路口中央沿中山路北望，左侧为高桥写真馆，右侧近处为海恩大楼旧址以及后方的中山路89号及91号址
- 1950年代的中山路，自右至左分别为中山路89号、国华银行旧址、交通银行旧址、山东大戏院旧址等建筑
- 自中山路肥城路路口北望，2016年，左侧高桥写真馆旧址正在翻修
- 中山路89号，2017年
- 中山路91号国华银行旧址，2017年
- 山东大戏院旧址与左侧的中山路101-105号，2017年

#### 阿伦斯建筑公司商业楼旧址
中山路德县路路口南侧的中山路107-110号（包括德县路24号-30号）所在地块最初属于商人约翰内斯·格施克（Johannes Geschke），此人在此建有两处建筑，并开设进出口商行“德国公义号”。该地块几年后被转手至海因里希·阿伦斯（Heinrich Ahrens）与卡尔·阿伦斯（Karl Ahrens）兄弟开设的建筑公司，直至1914年，期间该地块上曾分期建设了两栋两层临街建筑。该建筑亦用于商业出租。德国人古斯塔夫·哈泽（Gustav Haase）开设的哈泽餐厅（Restaurant G. Haase）和克莱默餐厅（Restaurant G. Krämer）曾先后在此开设。该建筑如今仍为商业建筑。
- 阿伦斯公司接手后的中山路德县路路口南侧商业建筑，哈泽餐厅在此营业，约1900年代
- 约1910年代的阿伦斯公司商业楼，右侧远处可见高桥写真馆、吉利洋行等建筑
- 1946年的中山路德县路路口南侧
- 中山路德县路路口南侧（阿伦斯商业楼旧址北面）2015年
- 阿伦斯商业楼旧址临中山路一侧，2017年

#### G街区祥福洋行公寓5号楼旧址
位于中山路肥城路与中山路大沽路路口之间的中山路72号（同时也是肥城路13号）最初为祥福洋行所建设的公寓楼。该楼所在地块于1905年被祥福洋行地产公司买下，并建设了位于河南路肥城路路口东北角的两栋公寓楼，即1号至4号楼（现为肥城路15号与17号）。1906-1907年，祥福洋行于其东侧临中山路处建设了5号楼，为一栋双层附设坡屋顶阁楼的公寓建筑，屋顶设有三座塔楼作为装饰。该房产于1914年被没收。1924年（一说1923年），青岛市总商会自馆陶路迁至此处。1949年后为青岛市工商联所在地。后曾为青岛市工商行政管理局市南分局四方路工商所。1990年代被售予私人业主，并被分割作为商业建筑使用，建筑体与中山路之间的临街花园亦被改造为临街店铺。2000年列入第一批青岛市历史优秀建筑名单。
- G街区祥福洋行公寓5号楼
- 青岛市商会
- 2009年的祥福洋行公寓旧址
- 祥福洋行公寓旧址，2016年

#### 高桥写真馆旧址
位于中山路大沽路路口西北角的中山路78号最初为一栋建于约1906年的两层商业楼，第一任业主不详。由日本人开设的高桥写真馆曾在此租房营业，该写真馆一战前实为日军间谍组织，1914年日军占领青岛后仍长期在中山路营业。1913年地籍图显示此处地块属于华人Li schin en。德国商人奥托·林克（Otto Linke）曾于1930年代在此开设凌基药房（Apotheke Otto Linke）。
1949年后，山东省纺织品进出口公司设于此处。该建筑于1950年代被改造，原屋顶级东南角的塔楼被拆除，加盖第三层，但楼内部分门窗、楼梯、铁艺等构件仍保存。2007年青岛温州商会会长、市政协委员林峰以1140万元购得该处房产，计划改建为电子信息城。紧邻中山路78号南侧的中山路72号（即为G街区祥福洋行公寓5号楼旧址）也被林峰买下，计划改建为温州名品购物商场。2012年8月，该楼动迁腾空时遭到住户强烈抗议，同时引发对林峰低价购得国有资产背后是否存在人为操纵的怀疑。2015年上半年至2016年末，该楼被改造，原内部结构被全部拆空重建。现为服装批发市场。
- 约1900年代的中山路，自右至左为中山路96号（德国公义号）、88-90号（吉利洋行）、84号（源泰号）及高桥写真馆的北侧
- 日本海军陆战队经过中山路肥城路路口，后侧最近处即为高桥写真馆所在商业楼，约1938年
- 翻建中的中山路78号，2015年7月
- 翻建中的中山路78号，内部结构已拆空，2016年1月
- 翻建即将完毕的中山路78号，2016年8月

#### 义聚合钱庄旧址
紧靠中山路78号北侧的中山路82号为一栋三层建筑，为义聚合钱庄旧址，约建于1920年代末。1938年后曾为中国联合准备银行青岛分行。现处于山东省文物保护单位青岛中山路近代建筑的保护范围内。

#### 中山路84号
中山路84号为一栋两层商业楼，约建于1908年，1913年地籍图显示该地块属于时任青岛总商会会长傅炳昭，其开办的源泰号分栈在此营业。

#### 中山路88-90号
中山路88-90号为一栋两层商业楼，约建于1907年，德国商人马克斯·格里尔（Max Grill）开设的吉利洋行曾在此营业。1913年地籍图显示该地块属于冯·考斯洛夫斯基（von Koslowski），其名下的保大洋行在此营业。

#### 中山路96号
中山路保定路路口南侧的中山路96号为一栋两层商业楼，约建于1906年，约翰内斯·格施克的进出口商行德国公义号曾在此营业，1913年地籍图显示该地块属于德国人菲利普（Philipp）。
- 1900年代的中山路保定路路口南侧，右侧为菲利普商业楼、考斯洛夫斯基商业楼及高桥写真馆
- 义聚合钱庄旧址，2015年
- 中山路84号，2016年
- 中山路88-90号，2016年
- 中山路96号，2016年